# Moda y pueblo
Moda y Pueblo é o décimo-sexto álbum, e o décimo-quarto de estúdio, do roqueiro argentino Fito Páez.
O álbum, lançado em 2005, traz releituras de grandes hits do rock argentino, tenham sido eles da autoria de Fito Páez ou de outros roqueiros, como Charly García e Luis Alberto Spinetta, em versões orquestradas. Os arranjos para a orquestra de cordas foram feitos por Fito Páez em parceria com Gerardo Gandini.
A mulher na capa do álbum é a ex-vedete argentina Susana Giménez.

## Faixas
| N.º            | Título                              | Compositor(es)                    | Duração     |  |
| 1.             | "Romance de la Pena Negra"          | Fito Páez e Federico García Lorca | 2:38        |  |
| 2.             | "Tumbas de la Gloria"               | Fito Páez                         | 4:23        |  |
| 3.             | "El Otro Cambio, los Que Se Fueron" | Litto Nebbia                      | 4:02        |  |
| 4.             | "Naturaleza Sangre"                 | Fito Páez                         | 2:51        |  |
| 5.             | "Ámbar Violeta"                     | Fito Páez                         | 2:56        |  |
| 6.             | "Un Vestido y Un Amor"              | Fito Páez                         | 3:57        |  |
| 7.             | "Desarma y Sangra"                  | Charly García                     | 3:37        |  |
| 8.             | "Muchacha (Ojos de Papel)"          | Luis Alberto Spinetta             | 4:31        |  |
| 9.             | "Mariposa Tecknicolor"              | Fito Páez                         | 4:40        |  |
| 10.            | "Las Palabras"                      | Fito Páez                         | 5:36        |  |
| Duração total: | Duração total:                      | Duração total:                    | apr. 39 min |  |

## Créditos
1. Produzido por: Fito Páez.
2. Arranjos e direção: Gerardo Gandini.

### Músicos
1. Piano e voz: Fito Páez.
2. Baixo: Guillermo Vadalá.
3. Primeiros violinos: Elías Gurevich, Grace Medina.
4. Segundos violinos: Oleg Pishenin, Matías Grande.
5. Violas: Marcela Magin, Benjamín Bru.
6. Violoncelos: Viktor Aepli, Poloudine Sviatosliav.
7. Contrabaixo: Oscar Carnero.